# Márton Keleti
Márton Keleti (Budapest, 27 aprile 1905 – Budapest, 20 giugno 1973) è stato un regista ungherese.
Il regista ha partecipato numerose volte al Festival di Cannes con i suoi film in selezione ufficiale: nel concorso 1947 con A tanítónő, nel 1951, con Különös házasság, nel 1954 con Kiskrajcár; nel 1957, con Két vallomás

## Filmografia

### Regista (parziale)
- A tanítónő (1945)
- Mágnás Miska (1949)
- Különös házasság
- Nell'anno del cannone (A tizedes meg a többiek) (1965)

### Sceneggiatore
- Ember a híd alatt, regia di Ladislao Vajda (1936)
- Szenzáció, regia di Steve Sekely e Ladislao Vajda (1936)
- Torockói menyasszony, regia di Márton Keleti (1937)
- Két vallomás, regia di Márton Keleti (1962)